# Yordan Osorio
Pour les articles homonymes, voir Osorio (homonymie).
Yordan Hernando Osorio Paredes, dit Yordan Osorio,  né le 10 mai 1994 à Barinas au Venezuela, est un footballeur international vénézuélien. Il évolue au poste de défenseur central au Parme Calcio 1913.

## Biographie

### Carrière en club
Avec le club vénézuélien du Zamora FC, il participe à la Copa Libertadores et à la Copa Sudamericana.
Il rejoint le FC Porto en janvier 2018 sous forme de prêt avec option d'achat en provenance du CD Tondela. Il ne jouera qu'un match (défaite 2-0 de Porto face à Belenenses) mais les Dragons lèveront tout de même l'option d'achat et il sera prêté dans la foulée au Vitória SC pour la saison 2018-2019.

### Carrière internationale
Il joue son premier match en équipe du Venezuela le 3 juin 2017, en amical contre les États-Unis (score : 1-1).

## Statistiques
| Saison                | Club                     | Championnat           | Championnat | Championnat | Coupe nationale | Coupe nationale | Coupe de la Ligue | Coupe de la Ligue | Supercoupe | Supercoupe | Compétition(s) continentale(s) | Compétition(s) continentale(s) | Compétition(s) continentale(s) | Total | Total |
| Saison                | Club                     | Division              | M.          | B.          | M.              | B.              | M.                | B.                | M.         | B.         | Comp.                          | M.                             | B.                             | M.    | B.    |
| 2013-2014             | Zamora FC                | D1                    | 1           | 0           | -               | -               | -                 | -                 | -          | -          | -                              | -                              | -                              | 1     | 0     |
| 2014-2015             | Zamora FC                | D1                    | 23          | 1           | -               | -               | -                 | -                 | -          | -          | -                              | -                              | -                              | 23    | 1     |
| 2015                  | Zamora FC                | D1                    | 21          | 0           | 4               | 0               | -                 | -                 | -          | -          | CL+CS                          | 3+2                            | 0+0                            | 30    | 0     |
| 2016                  | Zamora FC                | D1                    | 39          | 4           | 4               | 0               | -                 | -                 | -          | -          | CS                             | 4                              | 0                              | 47    | 4     |
| Sous-total            | Sous-total               | Sous-total            | 84          | 5           | 8               | 0               | -                 | -                 | -          | -          | -                              | 9                              | 0                              | 101   | 5     |
| 2016-2017             | CD Tondela               | D1                    | 15          | 3           | -               | -               | -                 | -                 | -          | -          | -                              | -                              | -                              | 15    | 3     |
| 2017-2018             | CD Tondela               | D1                    | 11          | 0           | -               | -               | -                 | -                 | -          | -          | -                              | -                              | -                              | 11    | 0     |
| 2017-2018             | FC Porto                 | D1                    | 1           | 0           | -               | -               | -                 | -                 | -          | -          | -                              | -                              | -                              | 1     | 0     |
| 2018-2019             | Vitória Guimarães        | D1                    | 27          | 2           | 2               | 0               | 1                 | 0                 | -          | -          | -                              | -                              | -                              | 30    | 2     |
| 2019-2020             | Zénith Saint-Pétersbourg | D1                    | 7           | 0           | 4               | 0               | -                 | -                 | -          | -          | C1                             | 5                              | 0                              | 16    | 0     |
| Sous-total            | Sous-total               | Sous-total            | 61          | 5           | 6               | 0               | 1                 | 0                 | -          | -          | -                              | 5                              | 0                              | 73    | 5     |
| Total sur la carrière | Total sur la carrière    | Total sur la carrière | 145         | 10          | 14              | 0               | 1                 | 0                 | -          | -          | -                              | 14                             | 0                              | 174   | 10    |

### En sélection nationale
| Saison                | Sélection             | Phases finales        | Phases finales | Phases finales | Phases finales | Éliminatoires CDM | Éliminatoires CDM | Éliminatoires CDM | Matchs amicaux | Matchs amicaux | Matchs amicaux | Total | Total | Total |
| Saison                | Sélection             | Compétition           | M              | B              | Pd             | M                 | B                 | Pd                | M              | B              | Pd             | M     | B     | Pd    |
| --------------------- | --------------------- | --------------------- | -------------- | -------------- | -------------- | ----------------- | ----------------- | ----------------- | -------------- | -------------- | -------------- | ----- | ----- | ----- |
| 2016-2017             | Venezuela             | -                     | -              | -              | -              | -                 | -                 | -                 | 2              | 0              | 0              | 2     | 0     | 0     |
| 2018-2019             | Venezuela             | Copa América 2019     | 1              | 0              | 0              | -                 | -                 | -                 | 5              | 0              | 0              | 6     | 0     | 0     |
| 2019-2020             | Venezuela             | -                     | -              | -              | -              | -                 | -                 | -                 | 2              | 0              | 1              | 2     | 0     | 1     |
| 2020-2021             | Venezuela             | Copa América 2021     | -              | -              | -              | 2                 | 0                 | 0                 | -              | -              | -              | 2     | 0     | 0     |
| 2021-2022             | Venezuela             | -                     | -              | -              | -              | 2                 | 0                 | 0                 | 2              | 0              | 0              | 4     | 0     | 0     |
| 2022-2023             | Venezuela             | -                     | -              | -              | -              | -                 | -                 | -                 | 6              | 0              | 0              | 6     | 0     | 0     |
| 2023-2024             | Venezuela             | Copa América 2024     | 4              | 0              | 0              | 5                 | 0                 | 0                 | 2              | 0              | 0              | 11    | 0     | 0     |
| 2024-2025             | Venezuela             | -                     | -              | -              | -              | 1                 | 0                 | 0                 | -              | -              | -              | 1     | 0     | 0     |
| Total sur la carrière | Total sur la carrière | Total sur la carrière | 5              | 0              | 0              | 10                | 0                 | 0                 | 19             | 0              | 1              | 34    | 0     | 1     |

## Palmarès
Zamora FC
- Champion du Venezuela en 2015 et 2016.

 FC Porto
- Champion du Portugal en 2018.

 Zénith Saint-Pétersbourg
- Champion de Russie en 2020.